# 1938년 브리티시 엠파이어 게임
1938년 브리티시 엠파이어 게임 (1938 British Empire Games)은 오늘날 커먼웰스 게임의 전신인 '브리티시 엠파이어 게임'의 세번째 대회로, 1938년 8월 4일부터 11일까지 오스트레일리아 시드니에서 열렸다.

## 개최
오스트레일리아 시드니의 도시 수립 150주년을 기념하는 행사를 겸하여 치러진 대회였으며, 주경기장으로 시드니 크리켓 그라운드를 활용하고, 이밖에 시드니 스포츠 그라운드, 노스 시드니 올림픽 수영장, 헨슨 파크 등의 경기장이 활용됐다. 개막식에는 총 4만여 명의 관객이 참석했다. 선수촌은 시드니 쇼그라운드의 부지를 활용하였다.
대회 초반 오스트레일리아의 데시마 노먼이 육상 트랙 필드 종목에서 5개의 금메달을 거머쥐었다. 또 이 대회 수영 여자 배영 220야드 경기에 출전하여 5위를 기록한 마거렛 도비는 훗날 오스트레일리아 수상이 되는 고프 휘틀럼의 아내가 된 것으로 유명하다.
이 대회가 폐막하고 제2차 세계 대전이 터지면서 브리티시 엠파이어 게임은 수년간 중단되었다가 1950년 대회부터 재개되었다.

## 경기 종목
- 수상  (자세히)
  -  다이빙 (자세히)
  -  수영 (자세히)
- 육상 (자세히)
- 복싱 (자세히)
- 사이클 (자세히)
- 론볼 (자세히)
- 조정 (자세히)
- 레슬링 (자세히)

## 참가국

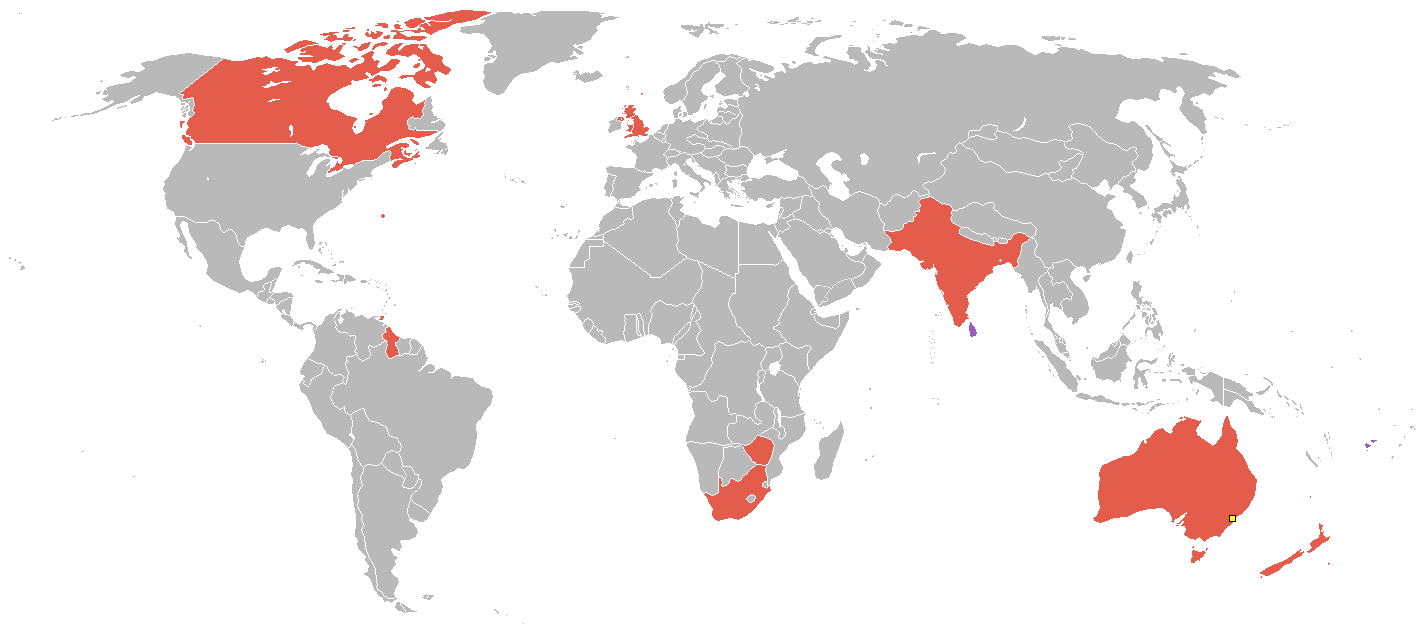
참가국 지도 (보라색은 첫 참가)

제3회 브리티시 엠파이어 게임에는 총 15개 국가가 참가했다.
- 오스트레일리아
- 버뮤다
- 영국령 기아나
- 캐나다
- 실론
- 잉글랜드
- 피지
- 인도
- 뉴질랜드
- 뉴펀들랜드
- 북아일랜드
- 스코틀랜드
- 남아프리카 공화국
- 남로디지아
- 트리니다드 토바고
- 웨일스

## 메달 순
*   개최국 ( 오스트레일리아)
| 순위        | 나라                  | 금 | 은 | 동 | 합계 |
| ----------- | --------------------- | -- | -- | -- | ---- |
| 1           | 오스트레일리아 (AUS)* | 25 | 19 | 22 | 66   |
| 2           | 잉글랜드 (ENG)        | 15 | 15 | 10 | 40   |
| 3           | 캐나다 (CAN)          | 13 | 16 | 15 | 44   |
| 4           | 남아프리카 연방‏‎ (SAF) | 10 | 10 | 6  | 26   |
| 5           | 뉴질랜드 (NZL)        | 5  | 7  | 13 | 25   |
| 6           | 웨일스 (WAL)          | 2  | 1  | 0  | 3    |
| 7           | 스리랑카 (CEY)        | 1  | 0  | 0  | 1    |
| 8           | 스코틀랜드 (SCO)      | 0  | 2  | 3  | 5    |
| 9           | 가이아나 (BGU)        | 0  | 1  | 0  | 1    |
| 10          | 남로디지아 (SRH)      | 0  | 0  | 2  | 2    |
| 합계 (10개) | 합계 (10개)           | 71 | 71 | 71 | 213  |

## 같이 보기
- 2000년 하계 올림픽